# Leijn Loevesijn
Leijn Loevesijn (n. 2 ianuarie 1949, Amsterdam, Țările de Jos) este un ciclist olandez, medaliat olimpic. A participat la o ediție a Jocurilor Olimpice (1968) în care a câștigat o medalie de argint.

## Participări
Lista de mai jos prezintă principalele competiții la care a participat Leijn Loevesijn de-a lungul carierei.
- Ciclismo en los Juegos Olímpicos de México 1968 – Tándem masculino[*]